# Nathan Rodes
Nathan Rodes (11 december 1997) is een Belgisch voetballer die sinds 2022 uitkomt voor FCV Dender EH.

## Carrière
Rodes speelde in de jeugd bij RU Auderghem en White Star Woluwe. In 2015 stapte hij via jeugdcoördinator over naar KV Woluwe-Zaventem. Hij begon er het seizoen 2015/16 bij de beloften, maar al snel werd hij overgeheveld naar de A-kern.
Na amper een seizoen bij Woluwe-Zaventem koos hij voor KSC Grimbergen, dat na de competitiehervormingen net als Woluwe-Zaventem in Tweede klasse amateurs VFV B werd ondergebracht. Op het einde van het seizoen zakten zowel Grimbergen als Woluwe-Zaventem naar Derde klasse amateurs. Rodes maakte deze degradatie niet meer mee, want in januari 2017 versierde hij een transfer naar eersteklasser Sporting Charleroi. Daar speelde hij slechts één officiële wedstrijd in het eerste elftal: in het seizoen 2018/19 liet trainer Felice Mazzù op de slotspeeldag van Play-off 2 tegen KAS Eupen in de 86e minuut invallen voor Younes Delfi. In het seizoen 2019/20 leende Charleroi hem uit aan de Luxemburgse eersteklasser Union Titus Pétange. Daar speelde hij slechts zes competitiewedstrijden.
Na afloop van zijn uitleenbeurt maakte Rodes de definitieve overstap naar RFC de Liège. Zijn eerste seizoen ging er quasi volledig in rook op vanwege de coronapandemie, maar in het seizoen 2021/22 groeide hij er al gauw uit tot een vaste waarde in het eerste elftal. De Luikenaars plaatsten zich voor de play-offs voor promotie, maar moesten daarin het onderspit delven tegen FCV Dender EH. Rodes promoveerde uiteindelijk toch naar Eerste klasse B, want in juni 2022 ondertekende hij een driejarig contract bij de Oost-Vlaamse fusieclub.